# Rödkindad nattskärra
Rödkindad nattskärra (Caprimulgus rufigena) är en fågel i familjen nattskärror.

## Utseende och läte
Rödkindad nattskärra är en medelstor och typisk medlem av familjen med svagt rostrött i nacken. Båda könen har ljusa teckningar på vingens yttre del och stjärthörnen, vita hos hanen och beigefärgade hos honan. Den är mest lik visselnattskärran, men är ljusare och mindre tydligt roströd halskrage. Hanen har mer vitt i vingen, men mindre i stjärten. Honan har mindre stjärtfläckar. Lätet består av en lång och torr snabb drill.

## Utbredning och systematik
Rödkindad nattskärra delas in i två underarter med följande häckningsutbredning:
- Caprimulgus rufigena rufigena – förekommer från Zimbabwe och södra Zambia till Sydafrika
- Caprimulgus rufigena damarensis – förekommer kustnära från västra Angola till Namibia, Botswana och nordvästra Sydafrika

Efter häckningen flyttar den norrut, huvudsakligen till Nigeria och Kamerun.

## Levnadssätt
Rödkindad nattskärra häckar i torr savann och buskmark. Under flyttningen och vintertid påträffas den i olika sorters öppna miljöer.

## Status
Arten har ett stort utbredningsområde och beståndet anses stabilt. Internationella naturvårdsunionen IUCN listar den därför som livskraftig (LC).